# Sebiba

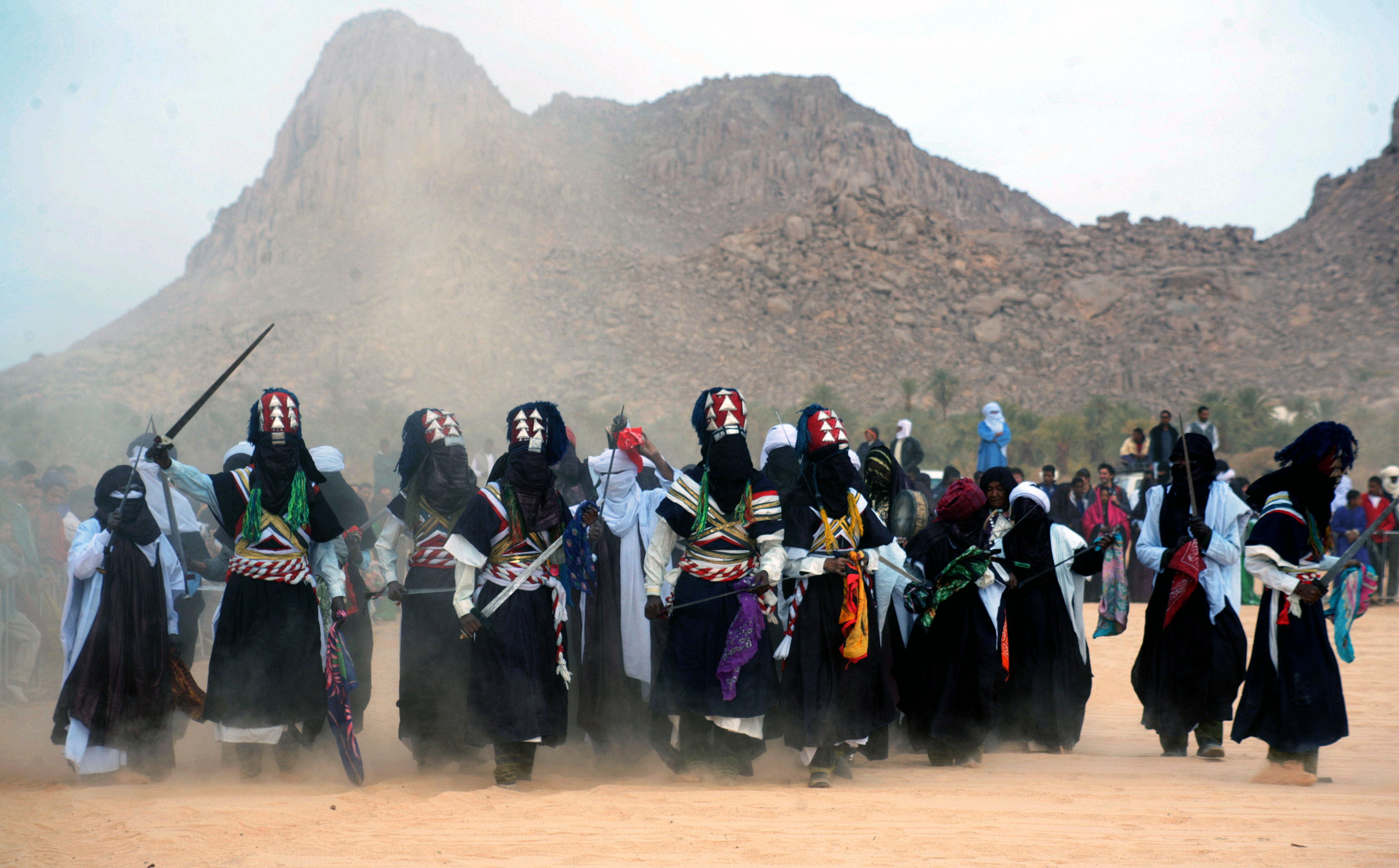
Sebiba in Djanet

Sebiba ist ein Fest und der bei dieser Gelegenheit aufgeführte, von Trommelspielerinnen begleitete Männertanz der Tuareg in der Saharaoase Djanet in der Region Tassili n'Ajjer im Süden Algeriens. Der Tanz entstand unter den Nachkommen schwarzafrikanischer Sklaven und ist Teil der Feierlichkeiten zum islamischen Aschurafest.
Die Sebiba-Zeremonien wurden 2014 in die Repräsentative Liste des immateriellen Kulturerbes der Menschheit aufgenommen.

## Kulturelles Umfeld
Die Tuareg sind traditionell in Klassen eingeteilt. Die oberste Klasse der Aristokraten wird auf Tamascheq imajeghen oder imuhagh genannt und entspricht den Kriegern (hassan) bei den maurischen Bidhan. Am unteren Ende der sozialen Schicht stehen die iklan, Sklaven (arabisch Pl. ʿabīd bei den Bidhan). Die aus der Sudanregion verschleppten Sklaven sind heute frei und bilden die Mehrheit innerhalb der Tuareg-Gesellschaft. Eine eigene Gruppe, die sich früher außerhalb der Gesellschaft befand und geächtet war, bildeten die Schmiede, die sämtliche Werkzeuge, Waffen und Schmuck herstellten. Sie heißen inaden, entsprechend den maʿllemīn der Bidhan. Der Sebiba-Tanz und die Trommelmusik haben schwarzafrikanische Wurzeln. Ein anderer Männertanz der schwarzen Tuareg-Bevölkerung, tazenreriht, wurde von Frauengesang und Pfeifen begleitet, er dürfte kaum noch aufgeführt werden. Die adligen Tuareg tanzen selten, ihre Frauen spielen die einsaitige Fiedel imzad oder schlagen die Mörser-Trommel tendé zur Begleitung der singenden Männer.
Der erste bis zehnte Tag des ersten islamischen Monats Muharram ist die Zeit für Übergangsriten, mit denen das neue Jahr eingeleitet wird. Höhepunkt ist der zehnte Tag, der Aschura-Tag (ʿāšūrāʾ), dem je nach islamischer Glaubensrichtung weitere religiöse Bedeutungen zukommen. Neujahrstag ist der folgende elfte Muharram. Sebiba wird in Djanet der Tanz und das gesamte Stadtfest zum Jahreswechsel genannt. In Agadez im nördlichen Niger feiern die Tuareg aus demselben Anlass das Fest Bianu mit Tänzen und Umzügen.
Beim Bianu- und beim Sebiba-Fest wird der Ablauf der Veranstaltung durch den Gegensatz von zwei Bevölkerungsgruppen gebildet: Beim Bianu wird die Stadt Agadez für die Dauer der Veranstaltung in eine Ost- und Westhälfte geteilt, für das Sebiba-Fest treten die Bewohner des Ksar Azellouaz und des Ksar El Mihan gegeneinander an. Das Fest weckt Erinnerungen an einen lang andauernden und heute beigelegten Konflikt zwischen den beiden Dörfern. Der Ort Adjahil nimmt nicht an den Feierlichkeiten teil, vermutlich wirkt das religiöse Verbot durch die Sufi-Bruderschaft der Sanussiya nach, die Anfang des 20. Jahrhunderts eine Zawiya in Adjahil unterhielt.
Zum kulturellen Hintergrund der Sebiba gehört ferner die mythologische Vorstellung von Jahresende, Neubeginn und einer im Übergang und in Auflösung befindlichen Zwischenzeit während der Dauer des Festes. Dieses allgemeine kosmogonische Konzept wird als tuaregsches Brauchtum (tagdudt) überliefert und soll früher auch bei nomadischen Tuareg bekannt gewesen sein. Die Vorstellung einer chaotischen Übergangszeit bezieht sich einmal auf die jahreszeitliche Regenerierung der Natur, kann aber auch mit einer mythologischen Rückversicherung der Macht schwarzafrikanischer Herrscher in Verbindung gebracht werden. Dort durchleidet das Königtum eine regelmäßig wiederkehrende Phase der rituellen Anarchie, bei der die Herrschaftsverhältnisse auf den Kopf gestellt und Scheinkämpfe durchgeführt werden, bis der Herrscher schließlich seinen göttlichen Ursprung bestätigt bekommen hat.
Die zeitliche Gleichsetzung mit Aschura macht die im Ursprung zusammenfassend als vorislamisch bezeichneten Riten zu einem Teil der islamischen Alltagskultur und damit für einen Großteil der muslimischen Tuareg akzeptabel. Dennoch gibt es muslimische Gruppen, welche die Sebiba wegen ihrer Herkunft und der Art ihrer Durchführung als unislamisch ablehnen.
Die Legende führt die Sebiba auf den Pharao zurück, der im Roten Meer ertrank, als er den biblischen Mose (Sidi Moussa) und die Juden verfolgte. Das Gute siegte damals über das Böse, was im Neubeginn der Natur während der Aschura-Tage zum Ausdruck kommt. Zum Dank über den Sieg soll die Sebiba erfunden worden sein. Zur Unterscheidung von Sebiba-Tänzen, die zu Hochzeiten und sonstigen privaten Feiern auch in anderen Dörfern aufgeführt werden können, wird das Fest zum Aschura-Tag Sebiba n’Tililin (andere Schreibweise Sebeiba ou Tillellin) genannt.
Weitere Tänze der ursprünglich schwarzen Bevölkerung des Maghreb sind der Stambali, ein tunesischer Tanz, der Teil eines Besessenheitsritus ist und sein marokkanisches Gegenstück Derdeba. Einen jahreszeitlichen Bezug hat auch der algerische Tanz der Berberfrauen Abdaoui.

## Aufführungspraxis

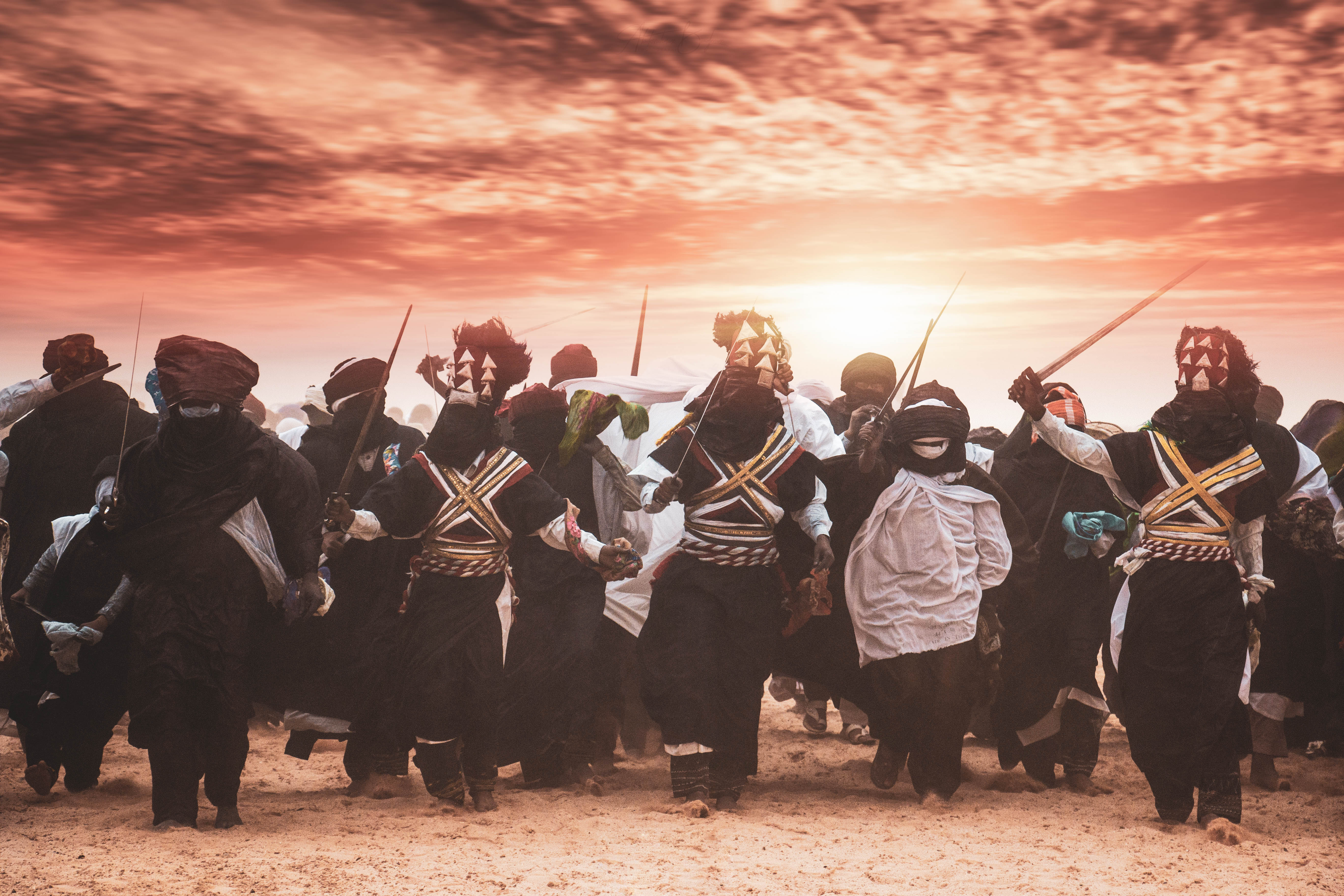
Sebiba-Tanz mit Schwertern (takouba)

Das gesamte Fest dauert zehn Tage und beginnt mit Musik- und Gesangsübungen. Die Verantwortlichen legen Teilnehmer und Leiter der Tanzgruppen fest, „Lobpreisungen“ (Pl. timulawen, Sg. tāmule) werden täglich mit zunehmender Intensität gesungen, bis am achten Tag einzelne Teilnehmer der Tänze in Trance (ağellal) fallen. Tililin wird eine Stelle im Wadi Tarazit bezeichnet, an der das eigentliche Sebiba-Fest stattfindet. Hierhin kommen am Vorabend des Aschura-Tages die Prozessionen der beiden Dörfer (Pl. Ksur), nachdem sie zuvor durch die Oasengärten gezogen sind.
Bei den Tanzaufführungen lassen sich drei Abschnitte unterscheiden: Im Laufe des 20. Jahrhunderts haben die Tänze den Charakter eines Wettkampfes angenommen, bei dem anfangs die Schönheit der Kleider im Vordergrund steht. Die Tänzer reihen sich im ersten Abschnitt in einer Linie auf und präsentieren ihre langen indigoblau gefärbten Kutten mit flügelartig weit geschnittenen Ärmeln, die tekamsin (Sg. tekamest) heißen. Ihr Auftritt als große Vögel bedeutet einen zur Schau gestellten Machtanspruch und gehört zu den symbolischen Schaukämpfen. Aralei n’awatei ist ein besonderer Teil der Tänze, bei dem sich die Männer beider Ksur gegenüberstehen und paarweise mit langen Holzstöcken fechten. T-enfer bedeutet den Höhepunkt der Tänze, bei dem sich Trommlerinnen und Tänzer jeweils zu Dreiergruppen formieren und sich in schnellen wellenartigen Bewegungen fortbewegen.
Die beiden Prozessionen kommen in Viererreihen auf den Festplatz, vorneweg jeweils eine Gruppe von 16 bis 20 Frauen, die ganga spielen. Ganga (Pl. gāngatān, auch amenini) ist die regionale Bezeichnung für die Zylindertrommel t'bol, die in diesem Fall aus einem ausgehöhlten kurzen Abschnitt eines Palmenstammes besteht. Der Holzrahmen ist beidseitig mit Ziegenhäuten bespannt, die mit Schnüren befestigt und mit einem gebogenen Stock (takourbat) geschlagen werden. Die Frauen halten die tief klingenden Trommeln mit einer Hand am Rahmen senkrecht vor sich und schlagen sie mit der anderen Hand in einem monotonen Rhythmus. Die Musikerinnen werden von einer Gesangs- und Tanzleiterin (tames n’amenini) angeführt, die mit einer kleinen, an einem Schulterriemen hängenden Trommel den Takt vorgibt. Auf dem Platz haben die Zuschauer einen Kreis gebildet, in den die Musikerinnen, gefolgt von den Tänzern hineinmarschieren. Die Gruppen gehen entgegengesetzt auseinander, drehen sich herum und treffen kurz in der Mitte aufeinander, um danach wieder Abstand zu gewinnen. Die zuschauenden Einwohner der beiden Dörfer stehen sich auf den beiden Hälften des Kreises gegenüber. Die Tänzer beginnen nach einiger Zeit, sich einzeln im Halbkreis ihres Dorfes zu bewegen. Gelegentlich folgen sie der Gruppe der Trommlerinnen. Insgesamt bewegen sich die Teilnehmer der Veranstaltung wild untereinander, begleitet von Trommeln, Pfeifen, Schreien und dem lauten Gesang der Frauen. Die zu symbolischen Kämpfen eingesetzten Stöcke sollen Lanzen darstellen, es werden auch Schwerter (takouba) geschwungen, die ansonsten nur von adligen Tuareg verwendet werden dürfen.
Zum Tanz tragen die Männer eine dunkle weite Hose (serouel), ein Hemd, eine weite, seitlich geschlitzte Kutte (gandoura) aus weißem Leintuch und darüber einen zweiten dunkelblauen Überwurf aus Seide mit bunten Bändern. Ihr Kopf wird von einer bunten, kegelstumpfförmigen Mütze (takumbut, französische Schreibweise takoumbout) mächtig erhöht. Diese besteht aus einer Kappe (chéchia) mit Baumwollbommeln, an der in drei Reihen neun dreieckige Silberschmuckplättchen (Sg. terewt, Pl. tera) hängen, die als Amulett vor bösen Geistern schützen sollen. Die takumbut wird heute nur noch beim Sebiba-Fest getragen. Die Männer bedecken mit einem schwarzen Schleier (asenǧed) bis auf die Augenpartie das ganze Gesicht. Zur weiteren Ausstattung gehört neben Schwert oder Holzlanze noch ein breiter Stoffgürtel. Die Kleidung der Frauen besteht aus einer weiten dunklen Kutte und einem langen indigoblauen Baumwollschleier, der um den Kopf gewickelt wird. Als Schmuck tragen sie dreieckige, mit fünf Kaurischnecken verzierte Lederanhänger gegen den Bösen Blick, sowie Arm- und Halsbänder.